# Juan Corona
Juan Vallejo Corona (Autlán, Jalisco, Mèxic, 7 de febrer de 1934 - Corcoran (Califòrnia), 4 de març de 2019) va ser un assassí en sèrie empresonat als Estats Units per crims que va cometre en aquest país.

## Migració als Estats Units
Al maig de 1953 Juan Corona va emigrar als Estats Units a instàncies del seu mig germà Natividad Corona, i es va establir a la ciutat de Yuba City, estat de Califòrnia, on es va casar i va tenir quatre filles. Amb el temps es va dedicar a l'activitat de contractista de mà d'obra consistent a proporcionar als grangers mà d'obra barata, generalment mexicans que havien emigrat buscant un millor nivell de vida. L'any 1956 Corona va ser diagnosticat d'esquizofrènia i conforme als usos mèdics de llavors va ser sotmès a teràpia d'electroxoc. Els informes recollits indicaven que Corona era un pacífic home de família que anava els diumenges a l'església i no hi havia cap indici d'abusos als treballadors temporals als qui contractava.
El seu germanastre Natividad Corona era conegut com un homosexual violent que operava el cafè Guadalajara al poblat de Marysville. Quan un jove que va aparèixer ferit en el bany del seu negoci el va demandar per 250.000 dòlars, va vendre el negoci i se'n va anar al seu país.

## Trobada dels cossos
El 19 de maig de 1971 un granger japonès de la zona va observar que al seu hort de préssecs havia estat excavat un clot de dimensions semblants a les d'una tomba entre dos arbres. En tornar a la nit el va trobar farcit de terra, per la qual cosa va donar avís a la policia que en excavar-lo va trobar el cadàver d'un home blanc i prim que havia estat fortament copejat al cap i apunyalat al pit, i que més tard va ser identificat com a Kenneth Whiteacre. Entre la seva roba s'hi va trobar pornografia homosexual, per la qual cosa la policia va suposar que l'homicidi estava vinculat a la seva condició sexual.
Es va especular llavors que podia haver estat una baralla posterior a una trobada sexual i si bé es van prendre les petjades de pneumàtics d'una camioneta que havia estat en el lloc, no es va aprofundir la recerca i es va concloure que es tractava d'un crim casual resultat d'una baralla, si bé van comprovar que hi havia en el cap laceracions posteriors a la mort.
El 24 de maig, uns treballadors que operaven un tractor en un ranxo veí van trobar terra remoguda, per la qual cosa van cridar a la policia que en excavar-la va trobar el cos de Charles Fleming, un altre rodamón del lloc; aquesta vegada es va prestar més atenció i en seguir una petita sendera que es va observar entre l'herba van trobar més terra regirada.
La policia va remoure la terra i va trobar diversos cadàvers en diferent estat de descomposició que presentaven el mateix tipus de ferides. També es van trobar unes factures a nom de Juan V. Corona, expedides uns dies abans. Quan el 4 de juny es va donar per acabada la cerca havien estat trobats 25 cossos i identificats 21 d'ells. Del total de cadàvers, 22 pertanyien a anglosaxons i cap era d'origen mexicà. També es va trobar entre la terra un rebut bancari a nom de Juan Corona, qui finalment va ser acusat i detingut.
Si bé van trobar rastres de sang en la seva camioneta, va resultar ser d'un treballador ferit que havia transportat, i en el seu matxet no es van trobar rastres sanguinis. Les petjades de pneumàtics no van concordar amb les de la seva camioneta ni la bala trobada en un dels cadàvers pertanyia a la pistola de Corona, qui a més estava usant crosses per caminar en l'època d'algunes de les morts.

## Els judicis
El judici contra Juan V. Corona va ser llarg, costós i complex, sobretot perquè l'acusació, en lloc de triar alguns casos com era usual, li va imputar els vint-i-cinc homicidis. Inicialment Corona va ser assistit pel defensor públic nomenat pel Tribunal però el 14 de juny l'acusat el va reemplaçar per Richard Hawk, un advocat privat que en lloc d'honoraris va rebre de Corona els drets literaris exclusius de la seva història i, fins i tot, va ser rellevat de l'obligació de guardar el secret sobre les seves comunicacions amb l'acusat. Hawk va optar per desistir de defensar-lo com a pertorbat mental i va prescindir dels psiquiatres. Durant la seva detenció Corona va tenir dos atacs al cor.
Tot i que no va portar el testimoniatge del seu mig germà, la defensa deixava entreveure que havia estat el veritable autor dels crims i que havia deixat pistes com les factures i butlletes de dipòsit per incriminar a Corona. Tot i la molt probable motivació sexual dels crims no es va comprovar que l'acusat fos homosexual.
Finalment el 1973 el jurat, després de 45 hores de deliberació, va decidir que Juan V. Corona era culpable de vint-i-cinc homicidis i el jutge el va condemnar a vint-i-cinc cadenes perpètues amb dret a demanar la llibertat condicional al cap de set anys. En aquesta època el Tribunal Suprem de l'estat de Califòrnia havia establert el criteri que la pena de mort era inconstitucional.

## Presó i defunció
El 1982 un nou grup d'advocats va prendre la defensa i va al·legar que no s'havia defensat correctament en el seu primer judici però no va aconseguir que es modifiqués la condemna. El jurat va considerar que Natividad Corona –ja mort a aquesta data- no havia tingut el temps ni la oportunitat de cometre els crims i que, en canvi, l'acusat no tenia una explicació raonable sobre per què els noms d'alguns dels homes morts apareixien en els seus registres de treball.
A la presó Corona va ser atacat a punyalades per quatre interns i gairebé mor, perdent un ull en l'atac. Va continuar purgant sentència a la presó estatal de Corcoran a Califòrnia. Durant els seus últims anys en aquesta presó, va patir de demència senil i la seva salut es va anar agreujant. El 5 de desembre de 2011 li va ser rebutjada la seva petició de llibertat sota paraula i no va poder sol·licitar-la de nou fins a l'any 2016.
Va morir a la presó de Corcoran, segons va informar el Departament de Correccionals i Rehabilitació de Califòrnia.